# Raffaele Verzillo
Raffaele Verzillo (Caserta, 22 de agosto de 1969) es un cineasta italiano. Inició su carrera a mediados de la década de 1990, y desde entonces ha dirigido largometrajes, documentales, cortometrajes y episodios de series de televisión. En 2012 fue nominado al premio Nastro d'argento en la categoría de mejor historia original por su película 100 metri dal paradiso.

## Filmografía

### Como director
- Animanera (2006)
- Incantesimo 9 (2007)
- Incantesimo 10 (2008)
- Un medico in famiglia 6 (2009)
- Un medico in famiglia 7 (2010)
- 100 metri dal paradiso (2012)
- Un medico in famiglia 8 (2012)
- Il Commissario Rex (2012)
- Massimo, il mio cinema secondo me (2013)
- Senza fiato (2015)[5]